# Nielson (zanger)
Nielson, artiestennaam van Niels Littooij (Dordrecht, 28 december 1989), is een Nederlandse singer-songwriter.

## Biografie
Nielson ging naar de Herman Brood Academie in Utrecht, waar hij zich specialiseerde in het rappen. Met een rap-act won hij in 2008 in Rotterdam de voorrondes van de Kunstbende. Hierna stond hij onder andere in het voorprogramma van The Opposites. In 2009 werd Nielson door Nickelodeon Nederland gevraagd voor de nieuw op te richten zang- en dansformatie Zirkus Zirkus.
In 2011 stopte de groep Zirkus Zirkus en Nielson ging verder met het schrijven van Nederlandstalige popliedjes. In 2012 deed hij mee aan de talentenjacht De beste singer-songwriter van Nederland van VARA, BNN en 3FM. In de derde vervolgronde met als thema "protest" won hij de aflevering en mocht Nielson zijn nummer opnemen met producer Jonas Filtenborg in de Wisseloord Studio's. Hij won deze wedstrijd niet maar scoorde vervolgens wel een hit met zijn zelfgeschreven nummer Beauty & de brains. Nadat hij enige tijd kampte met een poliep op zijn stembanden, boekte Nielson in 2013 eveneens grote successen met de singles Hoe (een duet met Miss Montreal) en Mannenharten (een duet met BLØF, gemaakt voor de gelijknamige film).
Zijn debuutalbum Zo van aah yeah  kwam uit in 2014 en bereikte de tweede plaats in de Nederlandse albumlijst. Met de single Sexy als ik dans brak Nielson in het najaar van 2014 ook door in Vlaanderen, waar dit een nummer 1-hit werd.
In de lente van 2016 verscheen (onaangekondigd) zijn tweede album, Weet je wat het is. Het bevat onder meer de single Hotelsuite, een samenwerking met Jiggy Djé. In 2017 was Nielson te zien als jurylid in het RTL 4-programma It Takes 2. Zijn derde album, getiteld Diamant, werd uitgebracht in 2018.
In 2019 was Nielson verliezend finalist bij Wie is de Mol?. In dat jaar kreeg hij ook twee Edisons, voor zijn album Diamant in de categorie Nederlandstalig en IJskoud voor het Beste Lied.
Op 26 juli bracht hij samen met Kris Kross Amsterdam de single Ik sta jou beter uit. Deze had na ruim een week al meer dan 500.000 streams.
In de zomer van 2022 was hij deelnemer in de serie Beste Zangers. Op 1 september 2022 stond zijn repertoire centraal. Jaap Reesema coverde tijdens deze aflevering het nummer Grijs van de gelijknamige ep. Nadat zowel de medekandidaten als het publiek positief reageerden, bracht Reesema het nummer van Nielson als single uit. Reesema had met het nummer succes in de Nederlandse hitlijsten.

## Persoonlijk
Nielson is sinds 2 september 2016 gehuwd.